# Curimopsis cooperi
Curimopsis cooperi là một loài bọ cánh cứng trong họ Byrrhidae. Loài này được Johnson miêu tả khoa học năm 1982.